# 糙齒龍屬

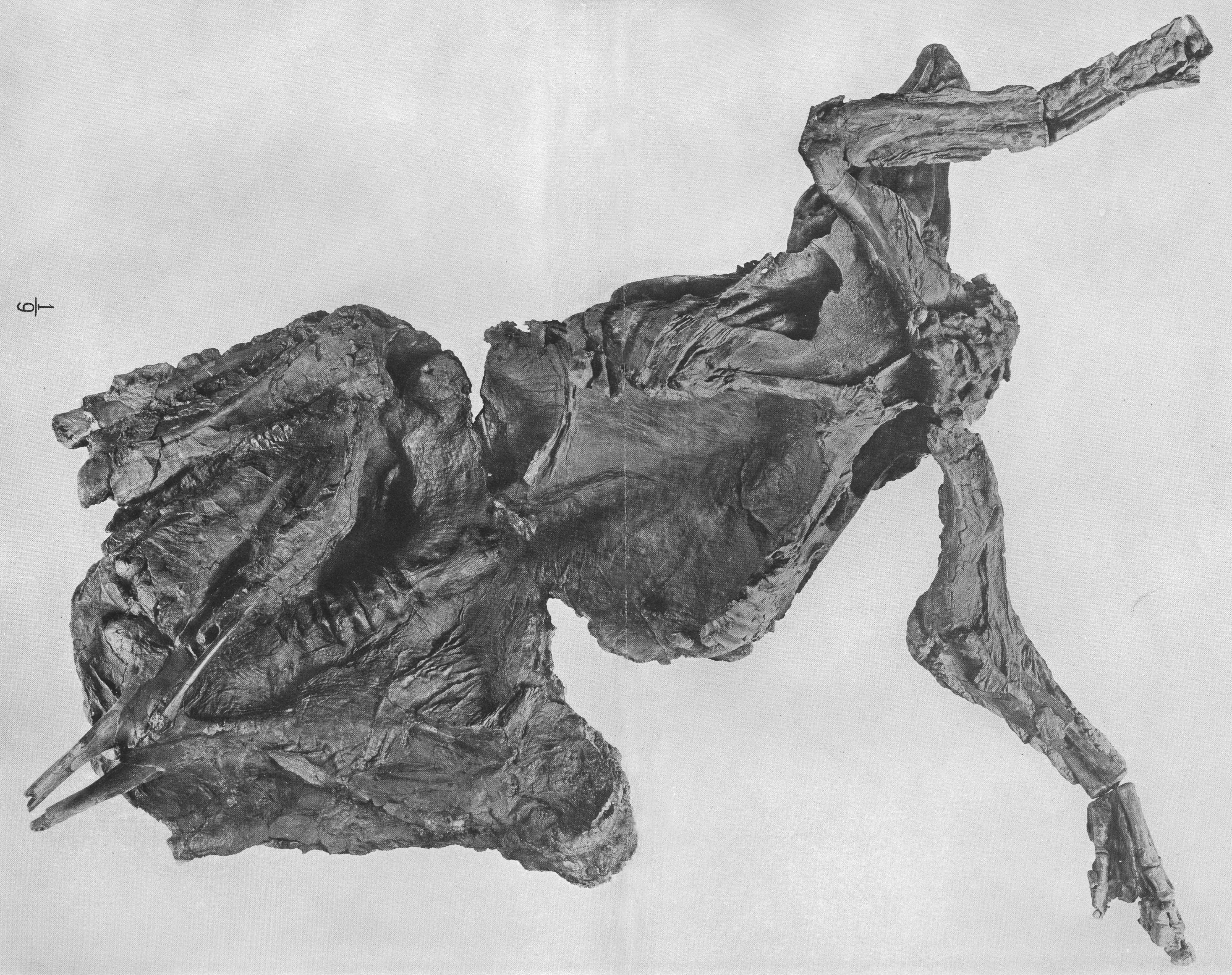
一個埃德蒙頓龍的化石與皮膚，原本被歸類於糙齒龍

糙齒龍屬（屬名：Trachodon）也稱為粗齒龍，為鳥臀目鴨嘴龍科的一個疑名，其化石发现于美国蒙大拿州的朱迪思河組，年代為上白堊紀的坎潘階。牠們擁有非常複雜的分類歷史，但多被現代恐龍古生物學家所廢除。
有趣的是，糙齒龍的外形在過去幾十年來被大眾文化以及玩具廠商使用為鴨嘴龍科的傳統形象，但糙齒龍的化石只有牙齒，而且是來自於鴨嘴龍類與角龍科恐龍（牠們的牙齒有明顯的兩個牙根）；而糙齒龍的敘述者約瑟夫·萊迪（Joseph Leidy）承認這些牙齒的差異，並建議將糙齒龍屬限制在少數牙齒上，而這些牙齒目前被視為是角龍科的。若將範圍限制在鴨嘴龍類的牙齒上，糙齒龍可能屬於賴氏龍亞科。

## 分類與歷史
在1856年，約瑟夫·萊迪收到由Ferdinand V. Hayden發現於朱迪思河組的破碎化石。萊迪將這群北美洲化石命名為：恐齒龍、古蜴甲龍、糙齒龍、以及傷齒龍，但唯有傷齒龍是目前仍繼續使用的名稱。模式種是奇異糙齒龍（T. mirabilis），屬名在古希臘文意為「粗糙的牙齒」，意指其中一顆牙齒的內側表面粗糙；種名在拉丁文意為「奇异的」。
糙齒龍的化石編號為ANSP 9260，包含數個不相關的化石，其中一個有兩個齒根。隨者發現了更好的鴨嘴龍化石，萊迪開始重新思考他的分類，並分正式地將兩個齒根的牙齒歸類於糙齒龍，而其他牙齒則歸類於鴨嘴龍。隨者化石戰爭的展開，糙齒龍與牠們近親的分類開始混淆，其中一個研究人員將當時所有鴨嘴龍類歸類於糙齒龍，除了敏捷破碎龍以外；但隨者洛磯山脈地區、亞伯達省、以及薩克其萬省等地發現了許多新化石，後來的研究人員開始限制糙齒龍屬的範圍。
在1942年，理查·史旺·魯爾（ Richard Swann Lull）與尼爾達·萊特（Nelda Wright）所公佈的具影響力鴨嘴龍類專題論文中，糙齒龍的正模標本被認為是典型的鴨嘴龍類牙齒，除了粗糙的齒緣外，但他們認為並不適合拿來據以使用。除了關於歷史的討論以外，糙齒龍此後不再被使用，並被認為是疑名。

### 種

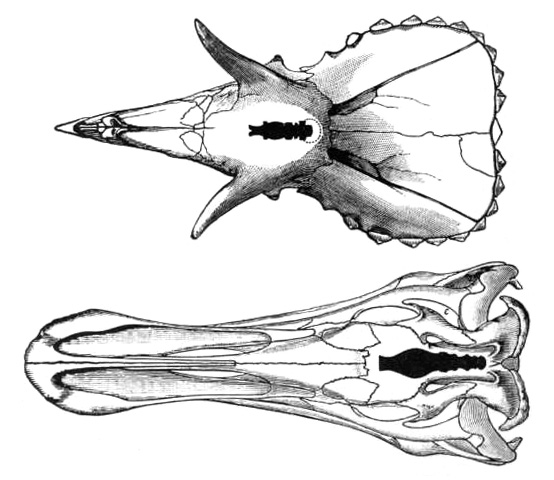
1905年繪製的三角龍(上)與糙齒龍(下)頭骨圖

有眾多的種曾被歸類於糙齒龍屬，大部分是在第二次世界大戰前。以下列表為一開始就被歸類於糙齒龍屬的種。
模式種：
- 奇異糙齒龍（T. mirabilis）：萊迪在1856年命名[1]。

其他種：
- 寬齒糙齒龍（T. altidens）：賴博在1902年命名[12]。化石為一個左上頜骨與牙齒，發現於加拿大亞伯達省恐龍公園組，年代為上白堊紀晚坎潘階[8]。可能是某種賴氏龍亞科的幼年體。亨利·費爾費爾德·奧斯本稱牠們為Didanodon altidens[13]，可能早於賴博的命名，但不被使用。目前為帆骨盆龍的一種（Pteropelyx altidens），狀態為疑名。
- 阿穆爾糙齒龍（T. amurense）：由A.N. Riabinin在1925年命名[14]。化石為一個部份骨骸，發現於中國黑龍江省的阿穆爾河河堤，年代為上白堊紀。後來被修改為T. amurensis，目前為滿洲龍的模式種[15]。
- T. atavus：科普在1871年命名[16]。通常被認為屬於帝王埃德蒙頓龍的（Edmontosaurus regalis）[10][11]，命名早於埃德蒙頓龍，理應擁有命名優先權。目前狀態為疑名。
- 劍橋糙齒龍（T. cantabrigiensis）：萊德克在1888年命名[17]。化石為一個齒骨與牙齒，發現於英格蘭劍橋郡，年代為下白堊紀晚阿爾比階。被認為是種可疑的早期鴨嘴龍科。目前狀態為疑名[10][11]。
- 長頭糙齒龍（T. longiceps）：由馬什在1897年命名[18]。化石為一個大型右齒骨與牙齒，發現於美國懷俄明州蘭斯組，年代為上白堊紀晚馬斯垂克階。後來歸類於鴨龍。目前狀態為疑名[10]。
- 緣邊糙齒龍（T. marginatus）：賴博在1902年命名[12]。化石為顱後身體的不相關部分，是個嵌合體，包含Stephanosaurus marginatus[19]，當時被歸類於賴氏賴氏龍（Lambeosaurus lambei）[20][21]，其他化石材料有時被歸類於小貴族龍的一種（Kritosaurus marginatus）[21]，但不被之後的研究支持[10][11]。目前為帆骨盆龍的一種（P. marginatus），狀態為疑名。
- 塞氏糙齒龍（T. selwyni）：賴博在1902年命名[12]。化石為一個齒骨與牙齒，發現於亞伯達省的恐龍公園組，化石過於破碎，而不能歸類於鴨嘴龍科以外的物種[10][11]。目前為帆骨盆龍的一種（P. selwyni），狀態為疑名。

## 古生物學
如同其他鴨嘴龍科，糙齒龍是種大型，草食性恐龍，、可以用二足或四足方式行走。